# Statut von Rhuddlan

Wales nach dem Statut von Rhuddlan:

Das Statut von Rhuddlan erließ der englische König Eduard I.  nach der Eroberung von Wales am 3. März 1284. Am 19. März 1284 wurde es in Rhuddlan Castle in Nordwales verkündet. 
Das Gesetz bedeutete für Wales vor allem die Annexion des Landes durch England sowie die Einführung des englischen Rechts anstelle des traditionellen walisischen Rechts. Das Gesetz galt allerdings nur für das ehemalige Fürstentum Gwynedd, das im neuen englischen Fürstentum Wales aufging, und nicht in den Baronien der Welsh Marches, in denen die Marcher Lords weiterhin weitgehend autonom herrschen konnten.   
Durch das Gesetz wurde das Fürstentum Wales in die Grafschaften Flintshire, Anglesey, Caernarfonshire, Merionethshire, Cardiganshire und Carmarthenshire unterteilt. In den Grafschaften wurden die Ämter des Sheriffs, des Coroner und des Bailiff eingeführt. Für Wales wurde ein Justiciar ernannt, der die Einhaltung des Friedens überwachen sollte. 
Dazu wurde im Fürstentum Wales das englische Common Law eingeführt, das jedoch in einigen Punkten wie dem Erbrecht den walisischen Bräuchen angepasst wurde. Allerdings waren nach dem neuen Recht uneheliche Söhne vom Erbe ausgeschlossen.
Das Statut war bis zu den Gesetzen zur Eingliederung von Wales von Heinrich VIII. in Kraft.